# Кетлін Доусон
Кетлін Доусон (англ. Kathleen Dawson; нар. 3 жовтня 1997) — британська плавчиня.
Чемпіонка Європи з водних видів спорту 2016, 2020 років, призерка 2018 року.